# Richardménil
Richardménil település Franciaországban, Meurthe-et-Moselle megyében. Lakosainak száma 2362 fő (2022. január 1.). Richardménil Flavigny-sur-Moselle, Ludres, Lupcourt, Méréville és Messein községekkel határos.

## Népesség
A település népessége az elmúlt években az alábbi módon változott:
| Lakosok száma | 628  | 2479 | 3040 | 2615 | 2396 | 2360 | 2355 | 2329 | 2308 | 2362 |
|               | 1968 | 1982 | 1990 | 2006 | 2013 | 2015 | 2017 | 2019 | 2020 | 2022 |